# Jiří Welsch
Jiří Welsch (Pardubice, 27 januari 1980) is een Tsjechisch voormalig basketballer.

## Carrière
Welsch startte zijn carrière bij BK Pardubice en speelde bij de eerste ploeg van 1997 tot 1998. De daarop volgende twee jaar speelde hij voor BA Sparta Praha. In 2000 trok hij naar het Sloveense KK Olimpija Ljubljana waarmee hij de ABA League, Sloveens landskampioen werd en twee keer de beker won. In 2002 werd hij gedraft door de Philadelphia 76ers als 16e in de eerste ronde maar werd meteen geruild naar de Golden State Warriors voor twee draftpicks.
Na een seizoen bij de Warriors werd hij geruild naar de Dallas Mavericks samen met Danny Fortson, Antawn Jamison en Chris Mills voor Evan Eschmeyer, Avery Johnson, Popeye Jones, Antoine Rigaudeau en Nick Van Exel. Twee maanden later werd hij door de Mavericks al geruild naar de Boston Celtics samen met Raef LaFrentz, Chris Mills en een draftpick voor Tony Delk en Antoine Walker. In februari 2005 werd hij voor een draftpick geruild naar de Cleveland Cavaliers. In de zomer van 2005 werd hij een laatste keer geruild ditmaal naar de Milwaukee Bucks opnieuw voor een draftpick.
Hij keerde in 2006 terug naar Europa en tekende bij het Spaanse Baloncesto Málaga waar hij vier jaar speelde. In 2010 tekende hij bij reeksgenoot CB Estudiantes waar hij een seizoen speelde. Voor het seizoen 2011/12 tekende hij in de Belgische competitie bij Spirou Charleroi. Van 2012 tot 2017 speelde hij vijf jaar voor Basketball Nymburk om nadien zijn carrière af te sluiten bij BK Pardubice en BK Jets Praha.

## Erelijst
- ABA League: 2002
- Sloveens landskampioen: 2001
- Sloveens bekerwinnaar: 2001, 2002
- Sloveense beker MVP: 2002
- Tsjechisch Speler van het Jaar: 2000, 2005, 2006
- Tsjechisch landskampioen: 2013, 2014, 2015, 2016, 2017
- Tsjechisch bekerwinnaar: 2013, 2014, 2017

## Statistieken

### Regulier seizoen
| Seizoen  | Team                  | WG  | WS  | MPW  | 2P%  | 3P%  | FW%  | RPW | APW | SPW | BPW | PPW |
| -------- | --------------------- | --- | --- | ---- | ---- | ---- | ---- | --- | --- | --- | --- | --- |
| 2002/03  | Golden State Warriors | 37  | 0   | 6,3  | 25,3 | 25,0 | 75,9 | 0,8 | 0,7 | 0,2 | 0,1 | 1,6 |
| 2003/04  | Boston Celtics        | 81  | 68  | 26,9 | 42,8 | 38,1 | 74,3 | 3,7 | 2,3 | 1,2 | 0,1 | 9,2 |
| 2004/05  | Boston Celtics        | 55  | 32  | 20,5 | 42,8 | 32,3 | 77,3 | 2,5 | 1,5 | 0,7 | 0,1 | 7,5 |
| 2004/05  | Cleveland Cavaliers   | 16  | 0   | 12,0 | 23,5 | 18,2 | 71,4 | 1,8 | 1,2 | 0,3 | 0,0 | 2,9 |
| 2005/06  | Milwaukee Bucks       | 58  | 2   | 14,9 | 38,7 | 28,6 | 74,7 | 1,9 | 1,1 | 0,6 | 0,0 | 4,3 |
| Carrière | Carrière              | 247 | 102 | 18,6 | 40,3 | 34,3 | 75,2 | 2,4 | 1,5 | 0,8 | 0,1 | 6,1 |

### Play-offs
| Seizoen  | Team            | WG | WS | MPW  | 2P%  | 3P%  | FW%   | RPW | APW | SPW | BPW | PPW |
| -------- | --------------- | -- | -- | ---- | ---- | ---- | ----- | --- | --- | --- | --- | --- |
| 2003/04  | Boston Celtics  | 4  | 4  | 26,0 | 47,8 | 25,0 | 100,0 | 3,0 | 2,3 | 0,5 | 0,0 | 8,0 |
| 2005/06  | Milwaukee Bucks | 4  | 0  | 3,8  | 50,0 | 0,0  | 75,0  | 0,8 | 0,5 | 0,3 | 0,0 | 1,8 |
| Carrière | Carrière        | 8  | 4  | 14,9 | 48,1 | 25,0 | 92,3  | 1,9 | 1,4 | 0,4 | 0,0 | 4,9 |